# Jan Brzák-Felix
Jan Brzák-Felix (* 6. April 1912 in Prag; † 15. Juli 1988 ebenda) war ein tschechoslowakischer Kanute, der im Zweier-Canadier über die 1000 Meter startete. Er gewann zwei Goldmedaillen bei Olympischen Spielen.
Bei den Olympischen Sommerspielen 1936 in Berlin gewann Brzák-Felix zusammen mit Vladimír Syrovátka die Goldmedaille. Zusammen mit dem neuen Partner Bohumil Kudrna konnte er diesen Erfolg bei den Olympischen Sommerspielen 1948 in London wiederholen und gewann sein zweites Gold. Vier Jahre später, bei den Olympischen Sommerspielen 1952 in Helsinki, erreichte Brzák-Felix, der erneut mit Kudrna startete, die Silbermedaille.